# План «Чотирьох поліцейських»
«Чотири поліцейські» — повоєнна рада, що складається з Великої четвірки, яку президент Франклін Д. Рузвельт запропонував як гаранта світового миру. Члени Великої четвірки, так називалися держави під час Другої світової війни, були чотири головні союзники в Другій світовій війні: Велика Британія, Сполучені Штати, Радянський Союз та Китай. Організація Об'єднаних Націй передбачена Рузвельт складалися з трьох гілок: виконавча гілка, яка містить велику четвірку, правозастосовна гілка, що складається з тих же самих чотирьох великих держав, які виступають в якості чотирьох поліцейських або чотири шерифів і міжнародного вузол, що представляє країну-членів ООН.
Чотири поліцейські були б відповідальними за збереження порядку у своїх сферах впливу: Британія у своїй імперії та в Західній Європі; Радянський Союз в Східній Європі і центральній Євразії; Китай у Східній Азії та Західній частині Тихого океану; і США в західній півкулі. В якості запобіжного заходу проти нових воєн слід було роззброїти інші країни, крім чотирьох міліціонерів. Тільки чотирьом міліціонерам буде дозволено володіти будь-якою зброєю, більш потужною, ніж рушниця.
Як компроміс з критиками-інтернаціоналістами, Велика четвірка стала постійними членами Ради Безпеки Організації Об'єднаних Націй з значно меншою владою, ніж це передбачалося в пропозиції «Чотирьох поліцейських» . Коли Організація Об'єднаних Націй була офіційно заснована пізніше 1945 року, Франція згодом була додана як п'ятий член ради в той часчерез наполегливість Черчилля.